# Kościół św. Marii Magdaleny w Cieszynie
Kościół św. Marii Magdaleny – najstarszy istniejący w Cieszynie kościół katolicki, tzw. kościół farny. Główny kościół parafii św. Marii Magdaleny w Cieszynie.

## Historia
Świątynia wybudowana została w XIII wieku (ok. 1263 roku) jako budowla romańska z fundacji żony księcia opolsko-raciborskiego Władysława opolskiego – Eufemii. Początkowo była świątynią klasztorną zakonu dominikanów i nosiła wezwanie Najświętszej Maryi Panny. W dobie gotyku kościółek stał się transeptem rozbudowanej świątyni. Długie prezbiterium musiało pomieścić dominikanów, a nieco krótsza nawa – wiernych.
Podczas reformacji (w latach 1544-1611) przejęty został przez ewangelików. Od 1611 do 1789 r. ponownie przeszedł w ręce zakonu. W 1784 r. stał się kościołem parafialnym parafii obejmującej wschodnią część miasta i wsie podcieszyńskie, a po jego odbudowie, po pożarze miasta w 1789 roku, został nowym kościołem farnym pw. św. Marii Magdaleny (nosząca to wezwanie dotychczasowa fara na obecnym placu Teatralnym spłonęła w tym samym wielkim pożarze). Klasztor dominikanów został wówczas zlikwidowany a sami zakonnicy opuścili na zawsze Cieszyn. Odbudowa dodała gotyckiemu korpusowi późnobarokowo-klasycystyczną fasadę zwieńczoną wieżą, który to styl świątyni zachował się do dziś. Był to projekt głównego architekta kierującego odbudową Cieszyna po pożarze – Karla Jacobiego von Eckholma.

## Opis
Kościół kryje szczątki wszystkich Piastów cieszyńskich, a także niektórych przedstawicieli lokalnej szlachty. Z dawnych nagrobków ocalała jednak tylko XV-wieczna gotycka rzeźba Przemysława I Noszaka. Znajduje się ona w neorenesansowej wnęce arkadowej zaprojektowanej przez Albina Prokopa w 1860 roku.
Wewnątrz przeważa styl barokowy, w tym ołtarze oraz ambona i chrzcielnica – dłuta śląskiego rzeźbiarza Jana Józefa Schuberta z Opawy. Ściany ozdabiają pochodzące z końca XVIII wieku obrazy Drogi Krzyżowej pędzla Ignatza Günthera z Opawy. Późnobarokowy ołtarz główny z 1795 r. został wykonany przez morawskiego artystę Andreasa Kaspra Schweigla z Brna. U podstawy rzeźbiarz umieścił figury świętych Piotra i Pawła, zaś w szczycie – symbol Opatrzności Bożej. W 1858 roku na ołtarzu zawieszono namalowany w Wenecji obraz przedstawiający mycie nóg Chrystusowi przez św. Marię Magdalenę. W 1997 roku zawieszono tu XVII-wieczny obraz Matki Bożej Cieszyńskiej, ozdobiony koronami z filigranu cieszyńskiego. Od 2002 r. kościół nosi miano "Sanktuarium Matki Bożej Cieszyńskiej".
W kościele odbywają się trzy odpusty parafialne: niedziela po 22 lipca - odpust ku czci św. Marii Magdaleny, pierwsza niedziela września - odpust ku czci św. Melchiora Grodzieckiego, pierwsza niedziela października - odpust ku czci Matki Bożej Cieszyńskiej.

## Galeria ilustracji

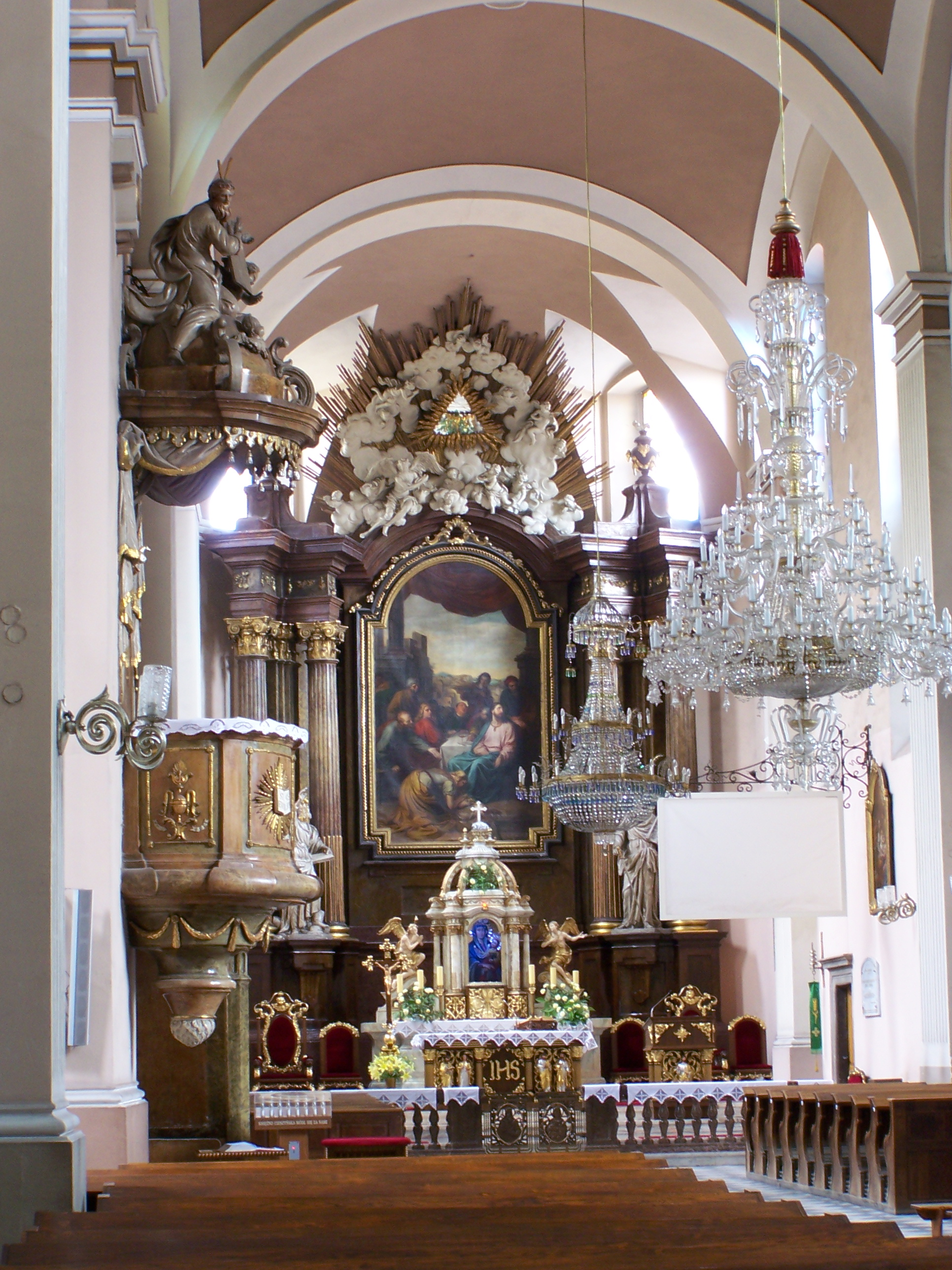
Nawa główna
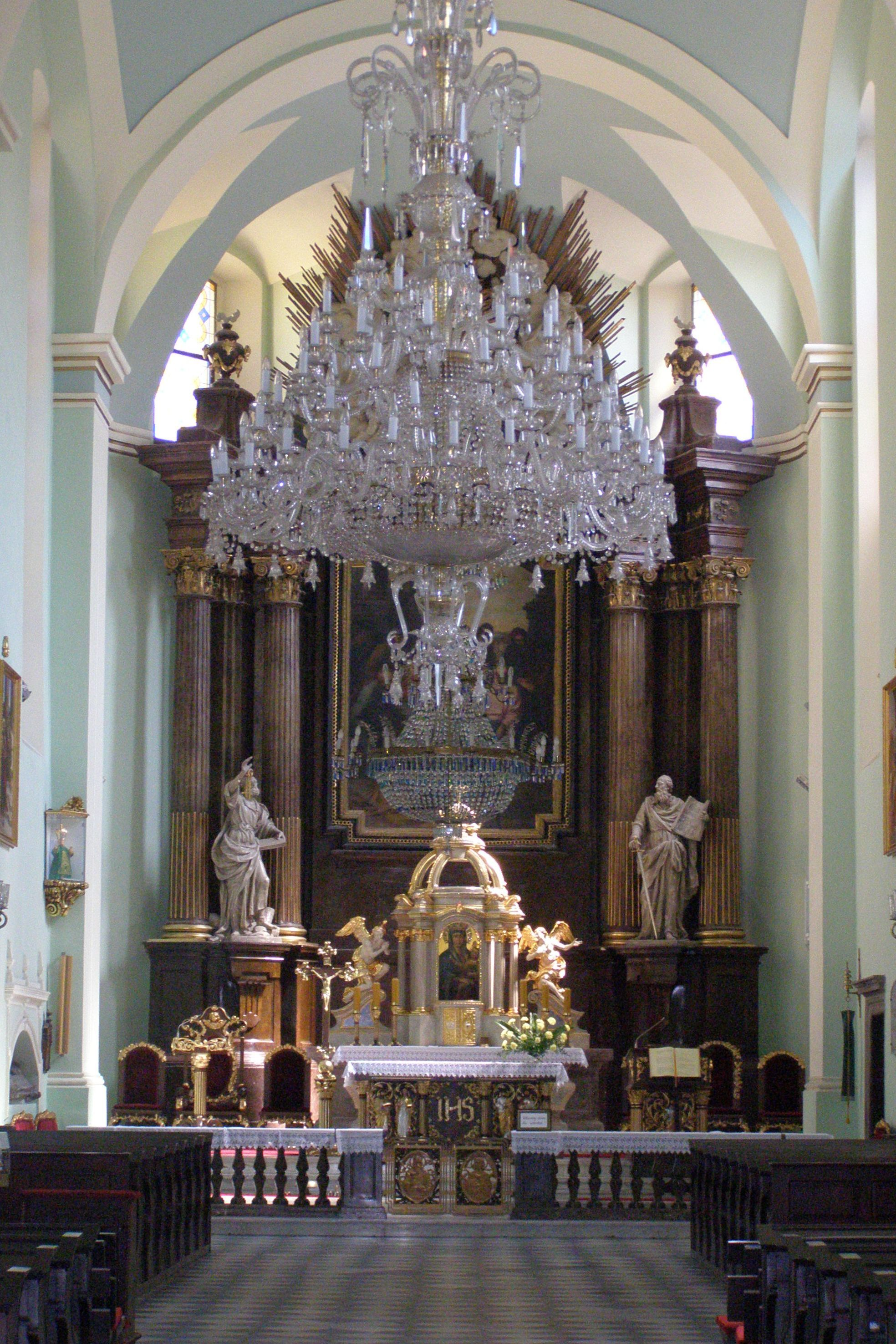
Prezbiterium
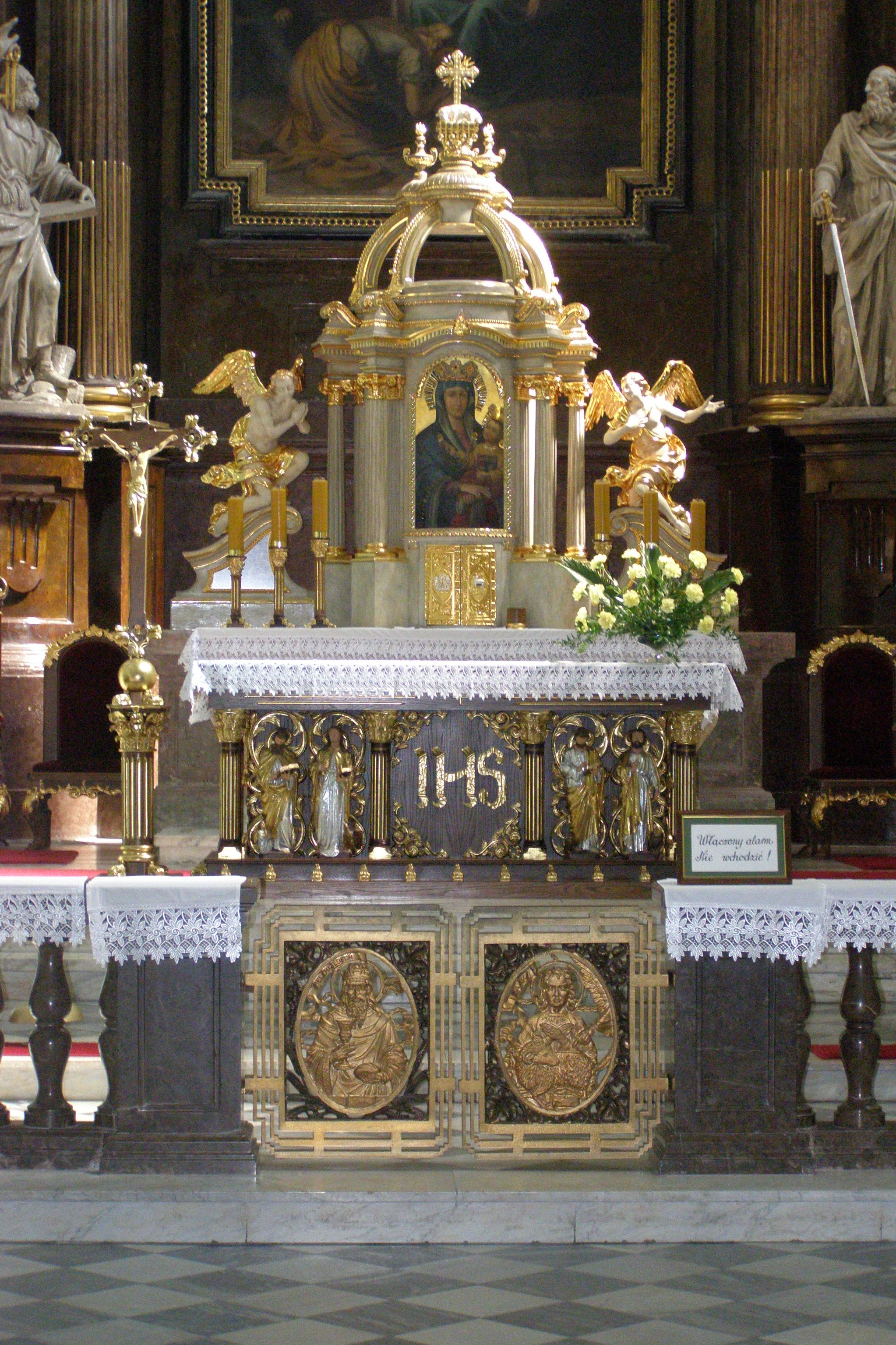
Ołtarz
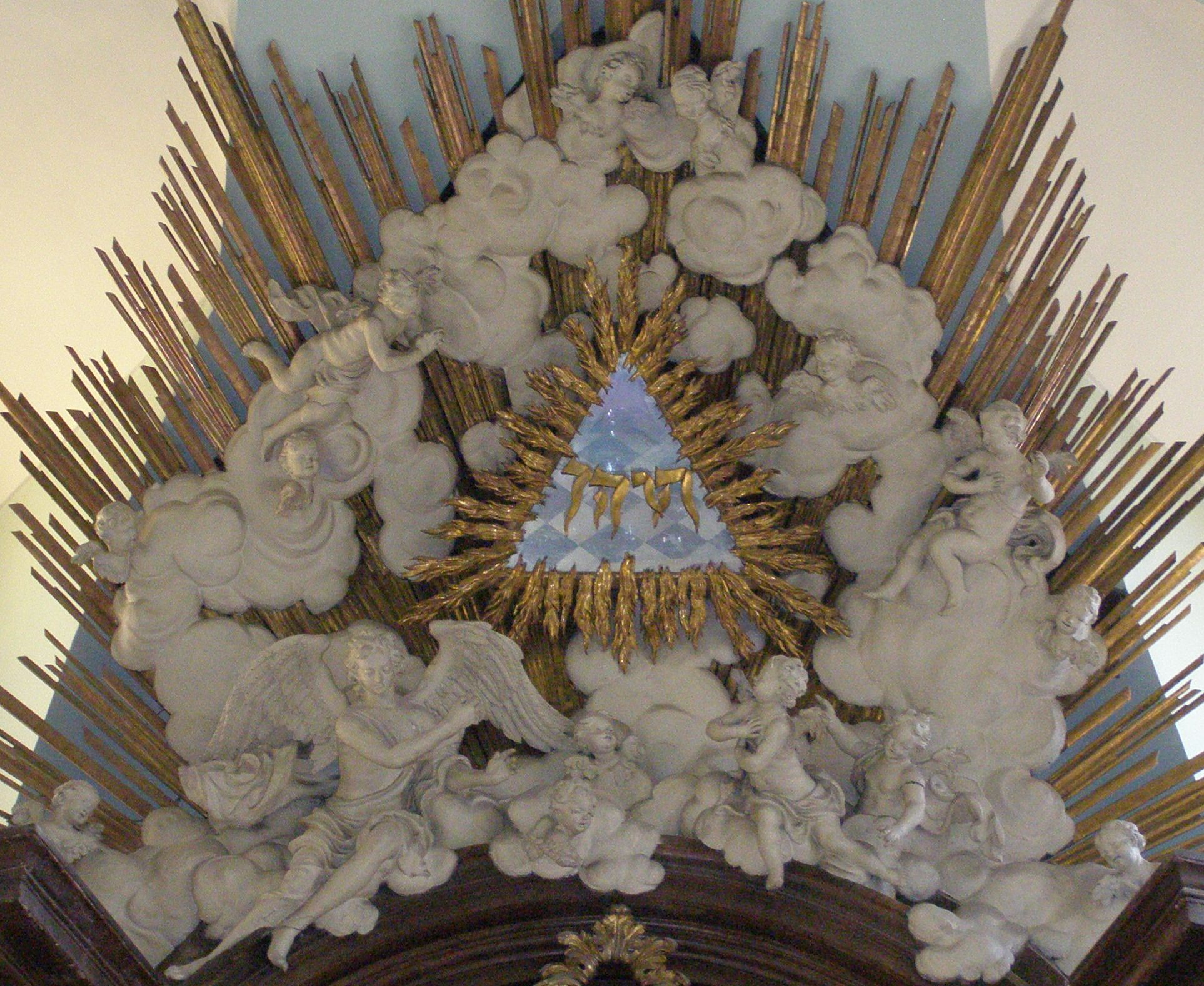
Symbol Opatrzności